# Historická letka republiky Československé
Historická letka Republiky československé (Historická letka RČS) je nezisková organizace, která provozuje skupinu historických letadel, která jsou československé konstrukce a výroby, nebo která jsou spojena s československými letci. Její členové také shromažďují doklady o vývoji letectví na území dnešní České republiky a pečují o válečné veterány. Svým názvem odkazuje na zlatou éru československé státnosti, takzvanou první republiku.

## Historie
Organizaci v roce 2000 založili František Peřina, Martin Stáhalík, Milan Mikulecký a Zdeněk Dvořák. Od počátku jim byla vzorem britská letka Battle of Britain Memorial Flight, ale na rozdíl od ní je zcela soukromou aktivitou, finančně i jinak nezávislou na státu. V srpnu 2003 zahájila HLRČS pod vedením Marcela Sezemského stavbu věrné repliky letounu Avia BH-5, po odpracování více než sedmnácti tisíc hodin se letoun poprvé 1. června 2007 na letišti v Mladé Boleslavi vznesl do vzduchu. Historická letka RČS se tak stala prvním, komu se v Čechách i v bývalém Československu podařilo postavit a zalétat věrnou repliku historického letounu. Po dokončení Avie BH-5 započala v dílnách Historické letky RČS stavba dalšího výjimečného československého letounu Zlín XIII, ta však v roce 2013 zastavila, zhruba půl roku před jejím úplným dokončením.

## Letadla
Historická letka RČS provozuje jednak vlastní letadla, ale sdružuje i letouny jiných majitelů, kteří se ztotožňují s její filozofií prezentace historických strojů s důrazem na československou historii.
- Avia BH-5 – současná „vlajková loď“ Historické letky RČS. To je dáno jednak významem tohoto typu pro československé letectví, jednak tím, že tento letoun je poháněn původním motorem. Letoun většinou pilotuje Milan Mikulecký.
- de Havilland Tiger Moth
- Aero C-104
- Aero Ae-145
- Zlín XIII (rozestavěný)
- MiG-19S (Aero S-105)
- Zlin C-305
- Zlin Z-326MF
- Zlin Z-526F

## Akce
- Vzpomínkový let do Bruselu

## Display piloti
David Potužník - de Havilland DH-82 Tiger Moth

Milan Mikulecký - Avia BH-5, Piper L-4, Aero C-104, Zlín C 305, Zlín Z 526 F

Roman Kramařík - Zlin 326MF, Zlin 526

Kateřina Vojtová - Zlin 326, Zlin 526, Avia BH-5

Štěpán Obrovský - Zlin C-305